# بلوند
بور یا بْلوند (به انگلیسی: برای مذکر Blond، برای مؤنث Blonde)  یک نوع رنگ مو است که با سطوح پایین از رنگدانه یومیلانین تیره شناخته می‌شود. حاصل قابل مشاهده رنگ بستگی به عوامل مختلف دارد اما همیشه رنگی تا حدی زرد دارد.

## نتایج یک پژوهش
تحقیقات و نظرسنجی‌های جدید به خوبی نشان می‌دهند که رنگ موی بلوند در میان مردان و زنان بسیار محبوب است و اکثر مردان، زنان و دخترانی که موی بلوند دارند را جذاب می‌دانند و ترجیح می‌دهند شریک جنسی خود بلوند باشد، طبق تحقیقات و نظرسنجی‌های گوناگون دیگر دختران بلوند در رابطه جنسی اعتماد به نفس بسیار بالایی دارند و می‌توانند بهترین عملکرد و معاشقه را با شریک جنسی خود داشته‌ باشند.

## توزیع جغرافیایی

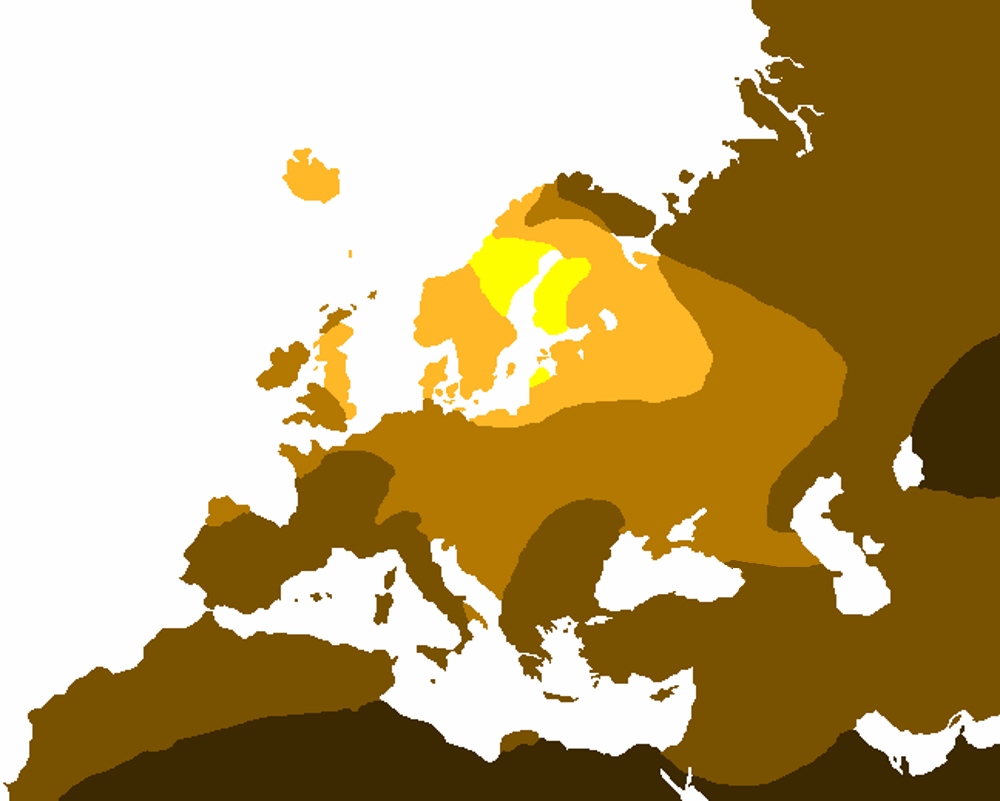
نقشه شیوع موهای بور در اروپا منتشر شده توسط پیتر فراست:
۸۰—۱۰۰%
۵۰—۷۹%
۲۰—۴۹%
۱—۱۹%
کمتر از ۱%

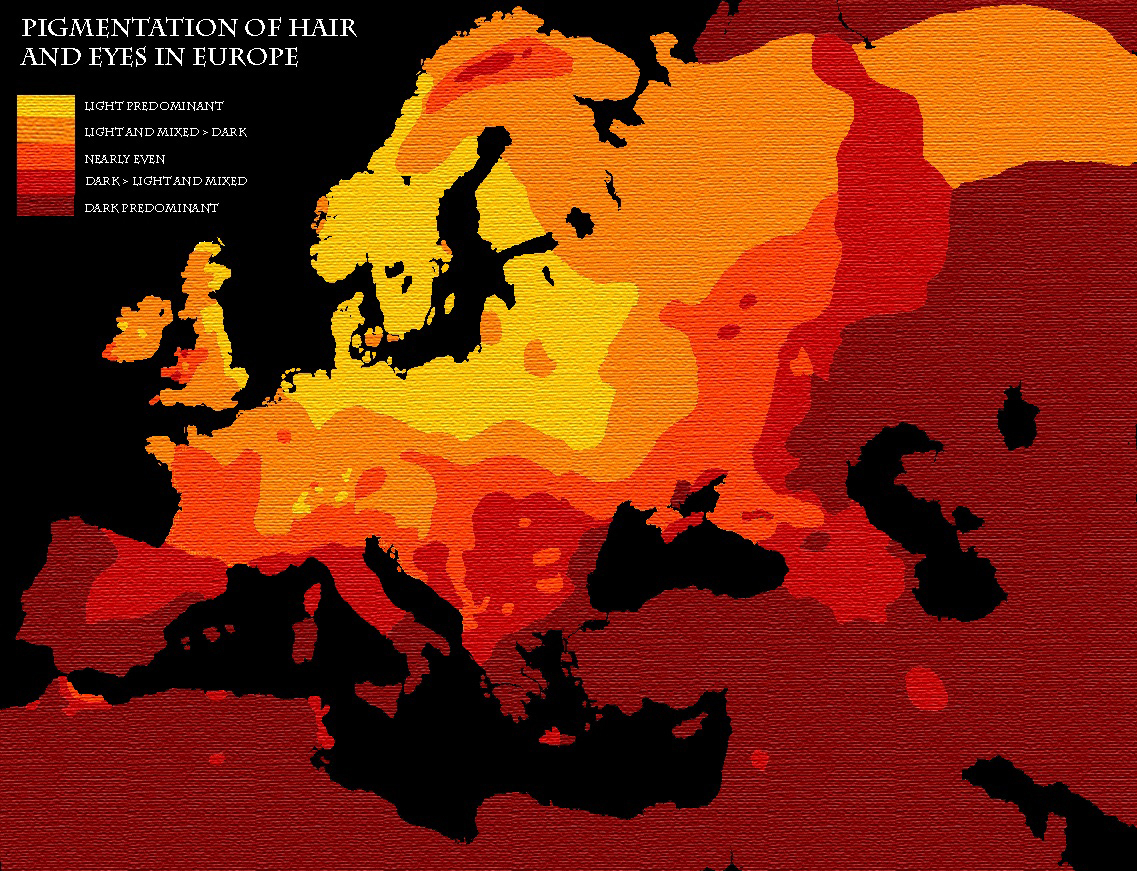
نقشه‌ای منتشر شده از سوی کارلتون استیونز کون

### اروپا
موی بلوند بیش از همه در اسکاندیناوی و دریای بالتیک، که باور بر این است بلوندیسم راستین از آن نشأت گرفته باشد، شایع است. روشنی رنگ هم مو و هم چشم‌ها پیرامون دریای بالتیک از همه جا بیشتر است، و تیرگی به‌طور منظم در این منطقه کاهش می‌یابد کشورهایی نظیر بریتانیا، جزیره ایرلند، سوئد، نروژ، دانمارک، هلند، آلمان، فنلاند، استونی، لتونی، لیتوانی، لهستان، بلاروس، اوکراین، روسیه، و عموماً نسبت‌های بالاتری از مردم بلوند را از بیشتر کشورهای جنوبتر در اروپا دارا هستند.

### آفریقا
بلوندیسم همچنین در میان قوم بربر ی آفریقای شمالی، خصوصاً در ریف و کبیل به‌طور رایج مشاهده می‌شود.

### اقیانوسیه
بومیان استرالیا، خصوصاً در بخش‌های غرب میانهٔ این قاره، شمار بیشتری از موی به‌طور طبیعی بلوند دارند.و در برخی مناطق ۹۰–۱۰۰٪ از بچه‌ها مویشان بلوند است.

### آسیا
موی بلوند را در هر منطقه‌ای از آسیا از جمله غرب آسیا، شرق آسیا، آسیای مرکزی و جنوب آسیا یافت. در این مناطق آسیا موی بلاند عموماً در بین بچه‌هایی دیده می‌شود که معمولاً در بزرگسالی به قهوه‌ای تیره می‌گراید. عوامل محیطی، برای مثال بودن در معرض آفتاب و نحوهٔ تغذیه غالباً باعث تغییر رنگ مو در آسیا می‌شود.

## نگارخانه

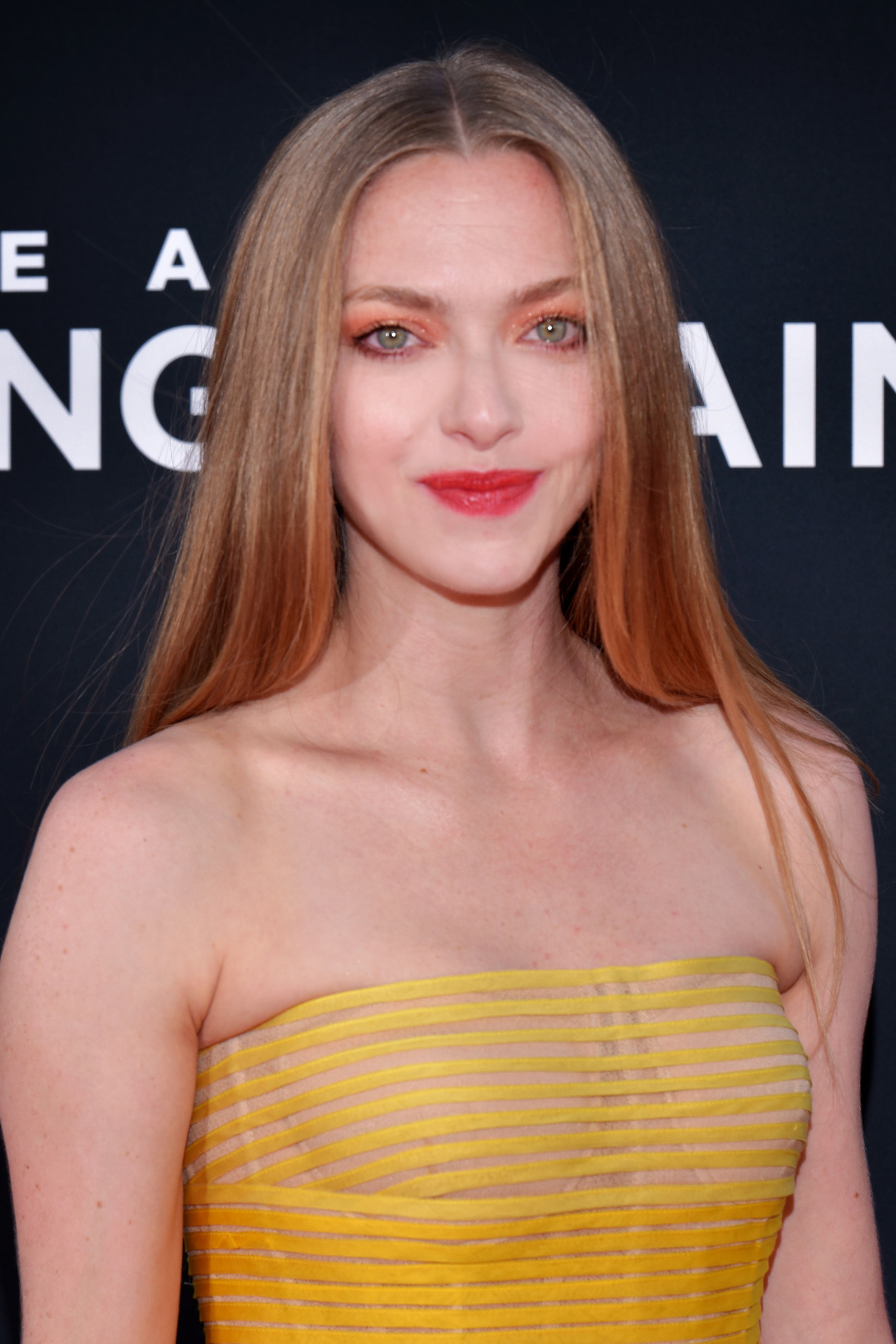
آماندا سایفرد
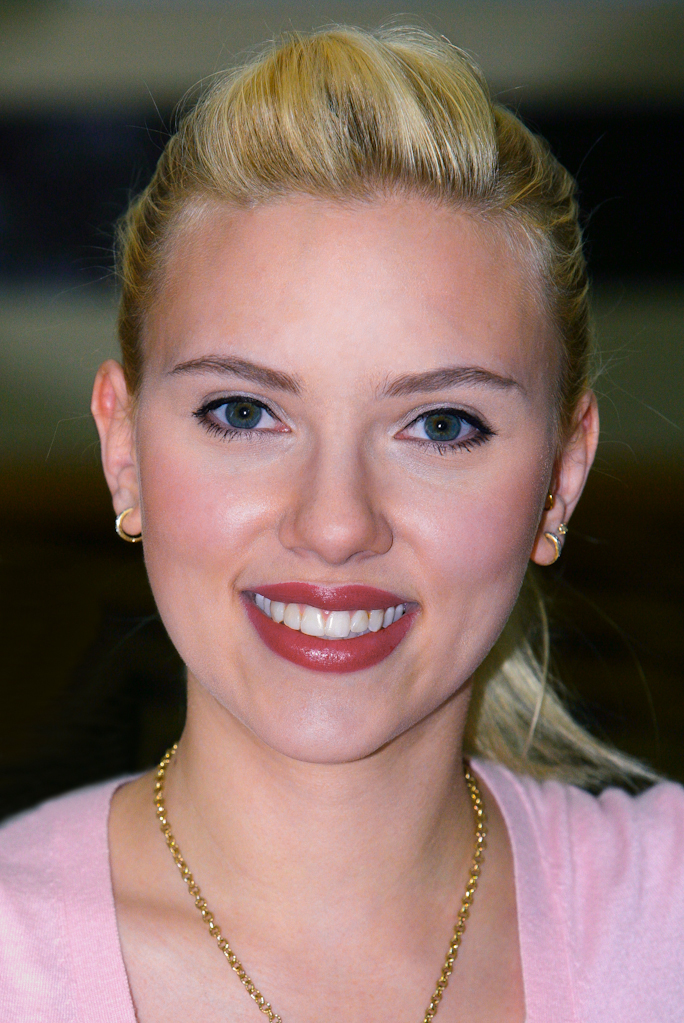
اسکارلت جوهانسون
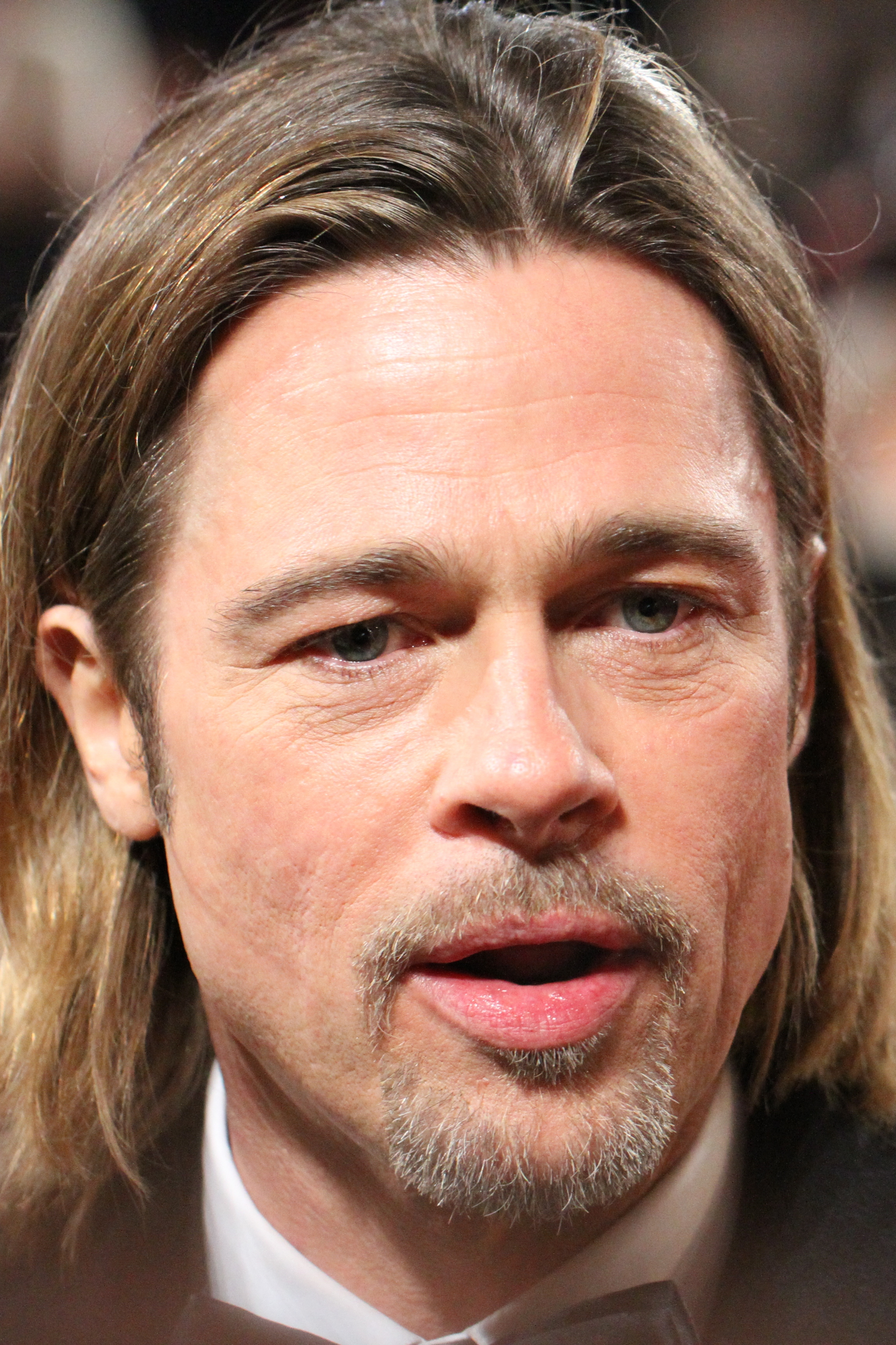
برد پیت
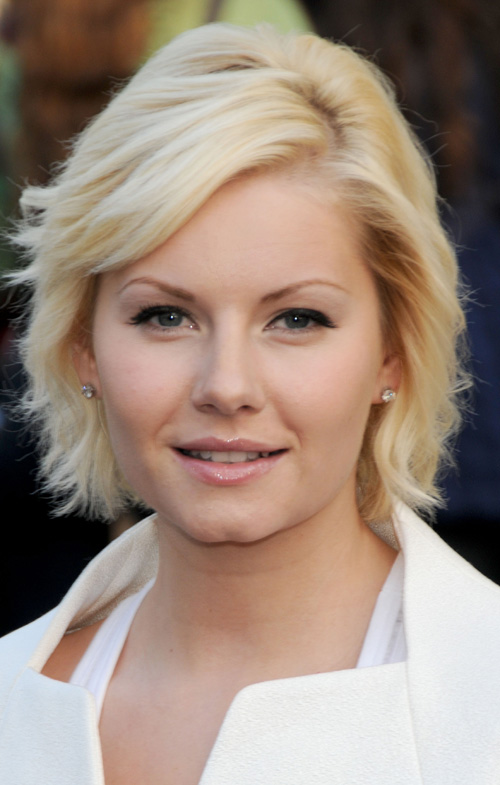
الیشا کاتبرت
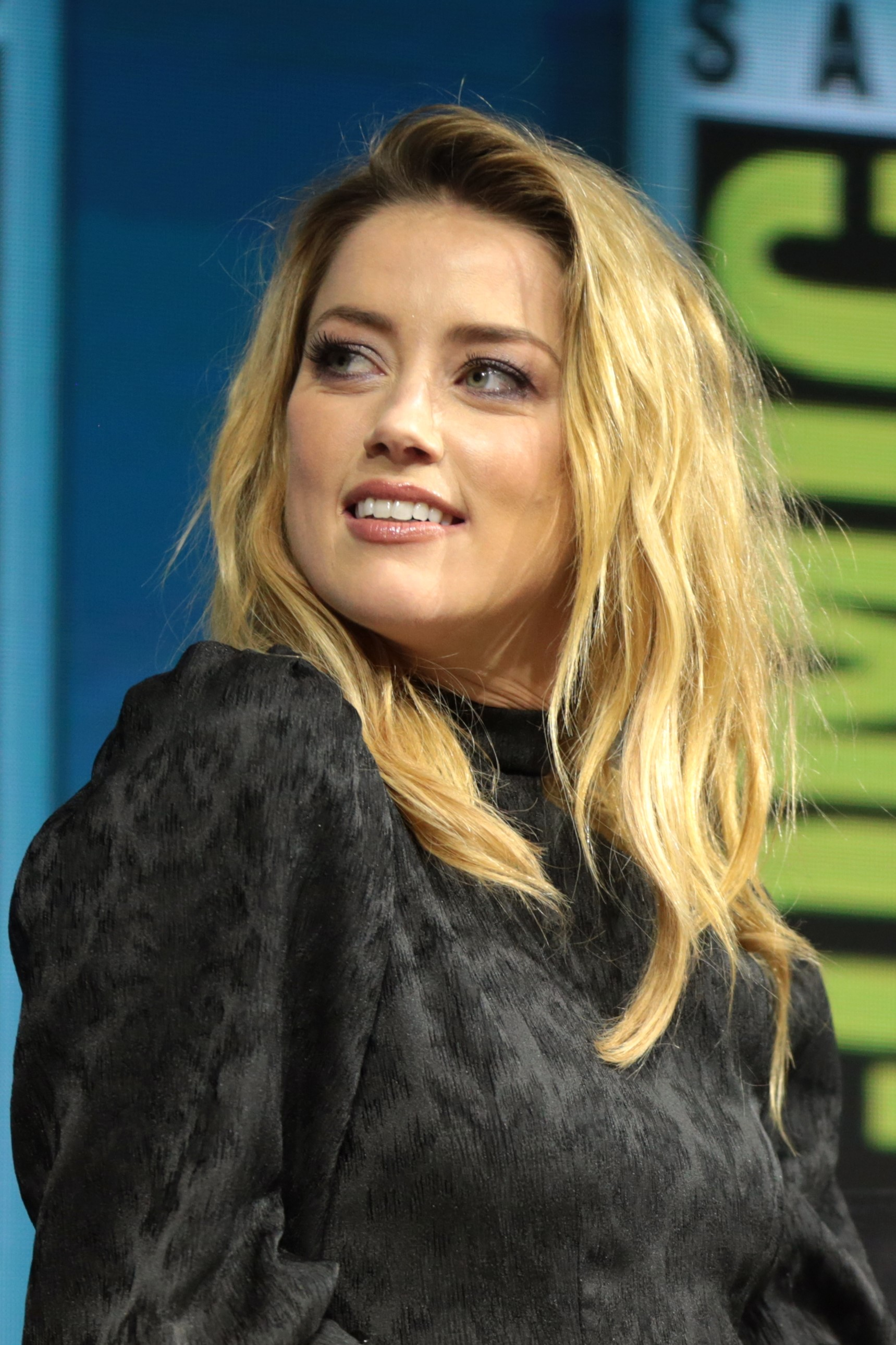
امبر هرد
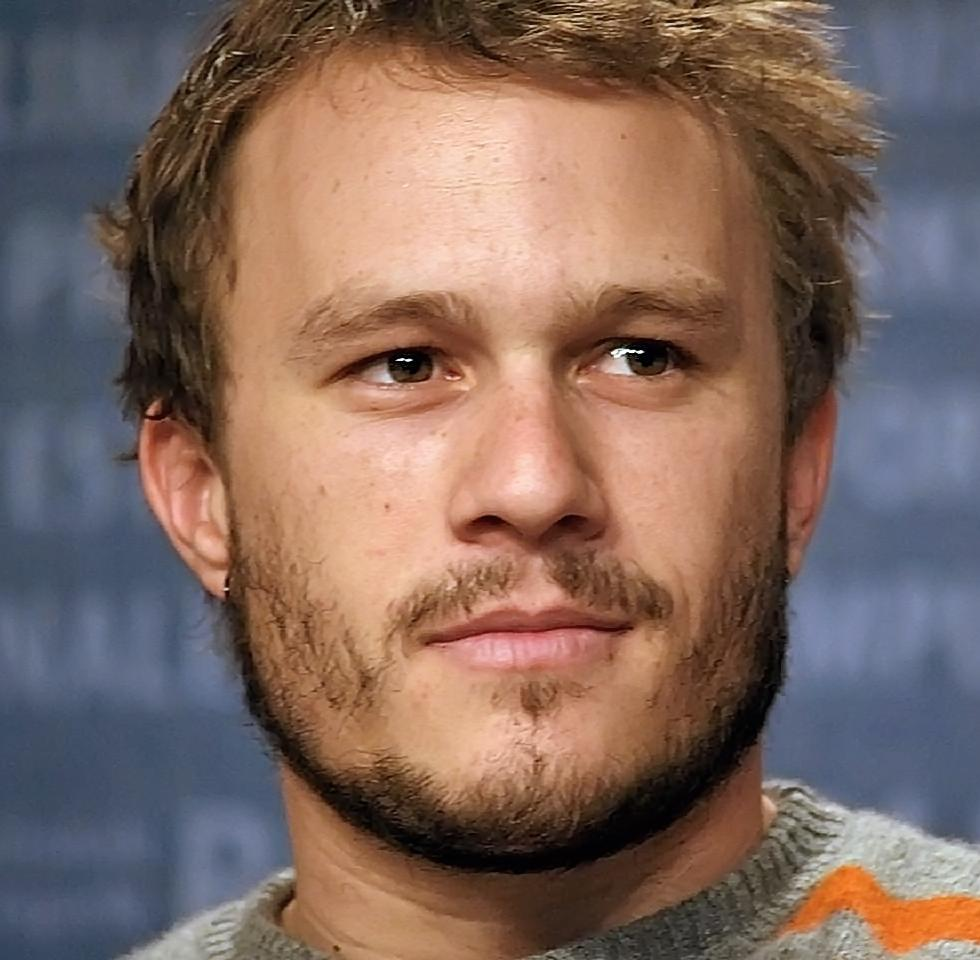
هیث لجر
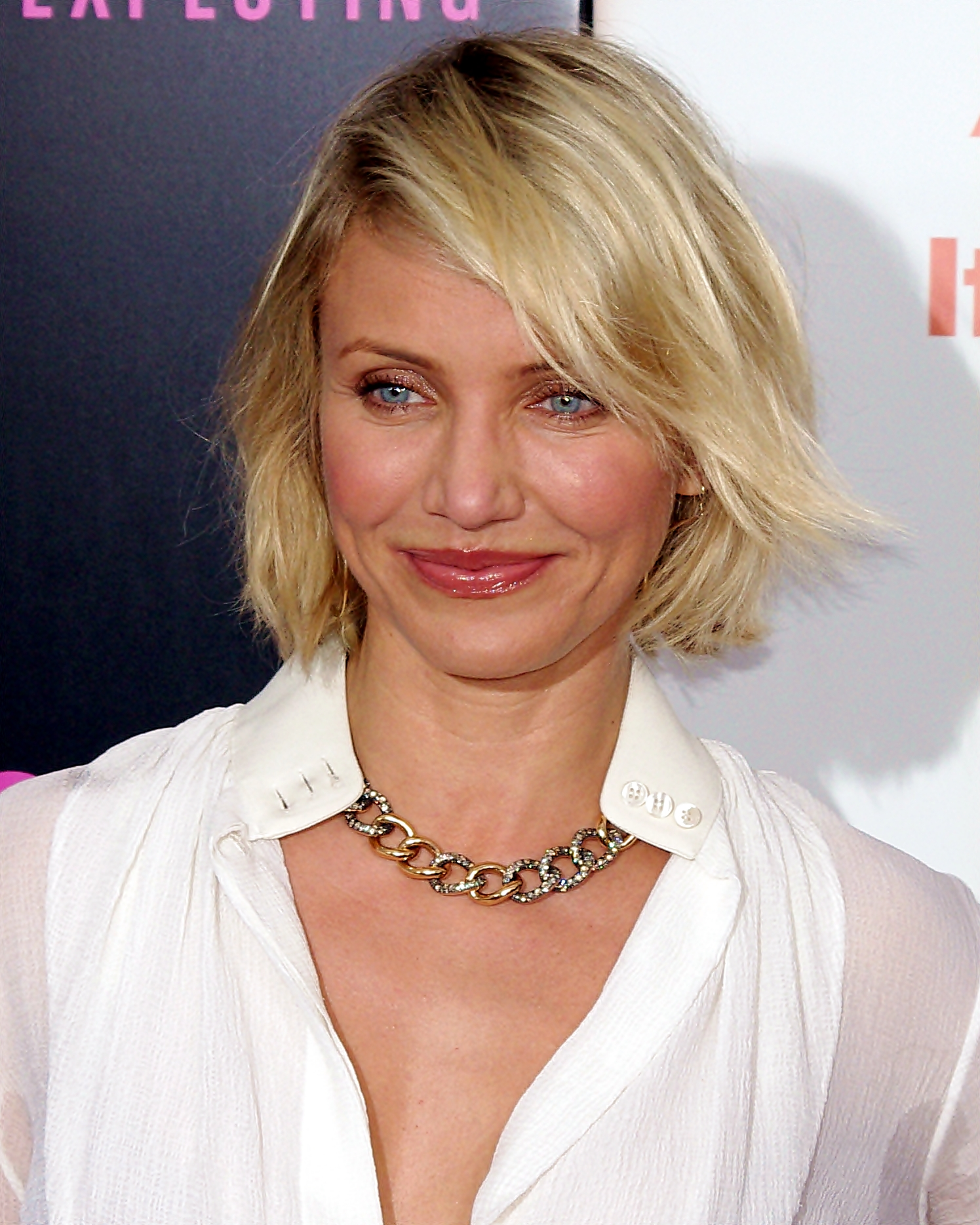
کامرون دیاز
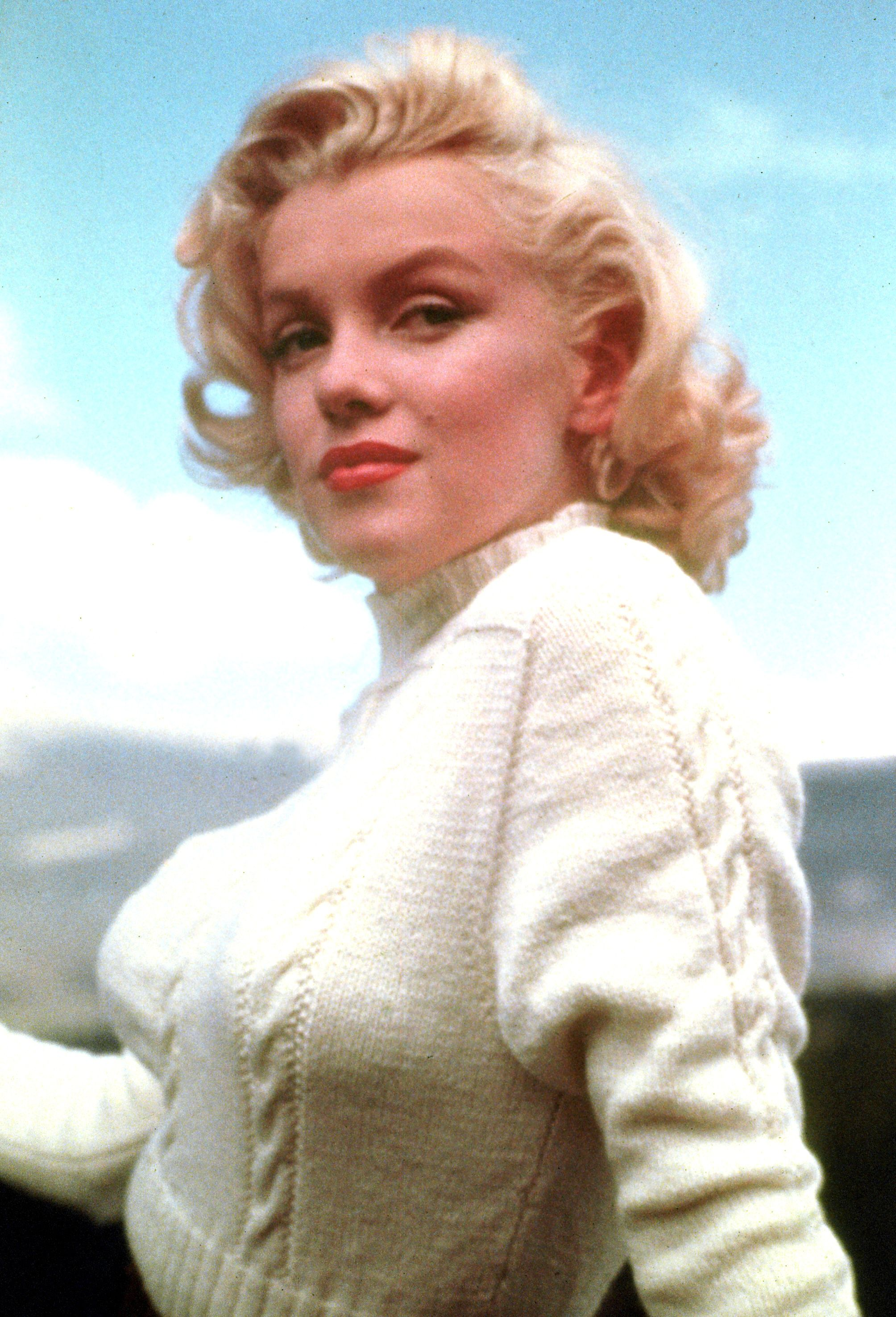
مرلین مونرو
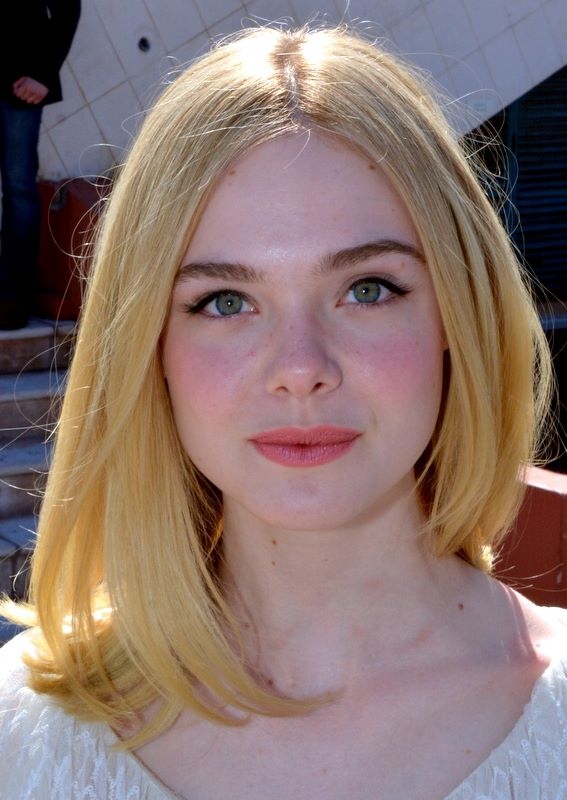
ال فانینگ
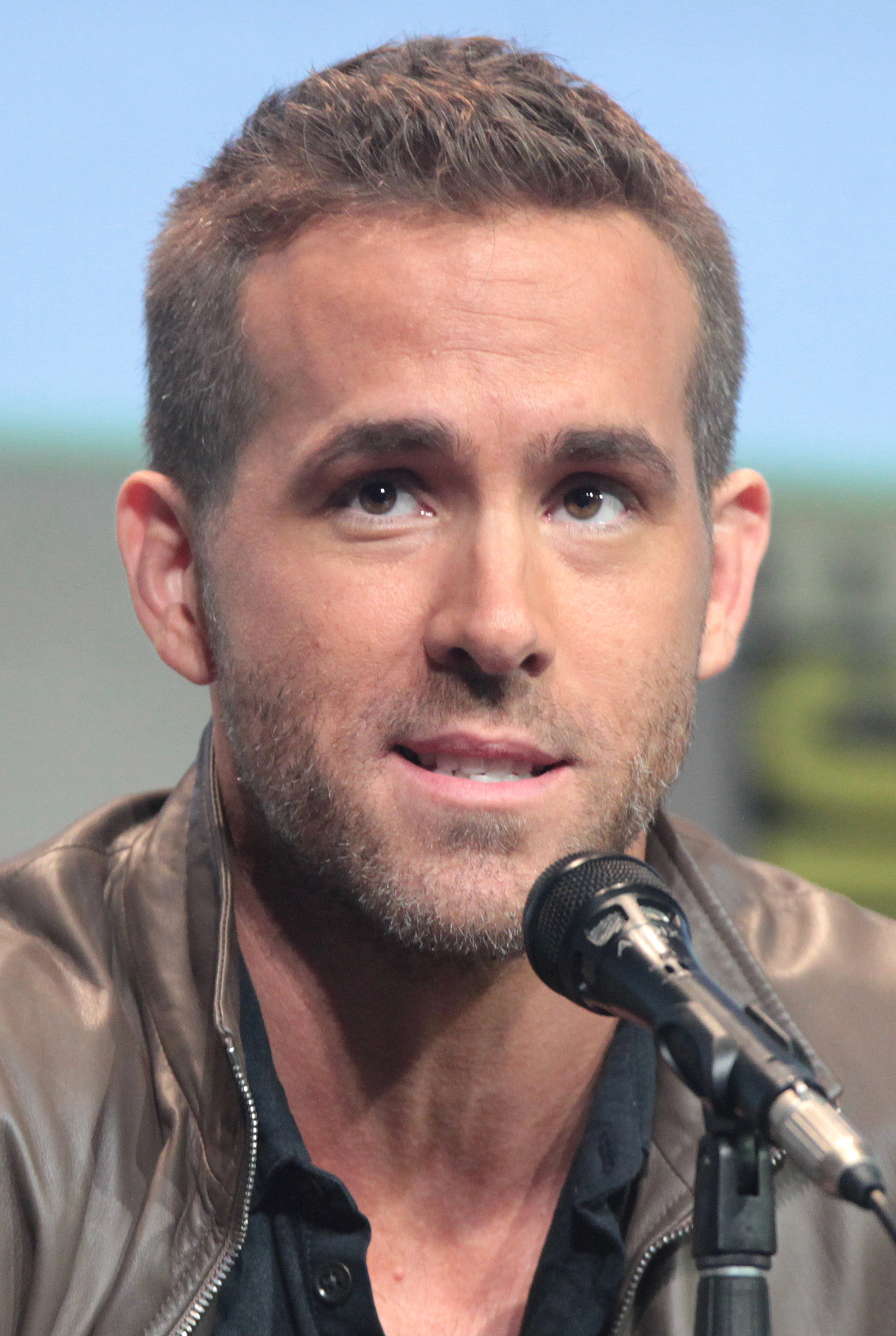
رایان رینولدز
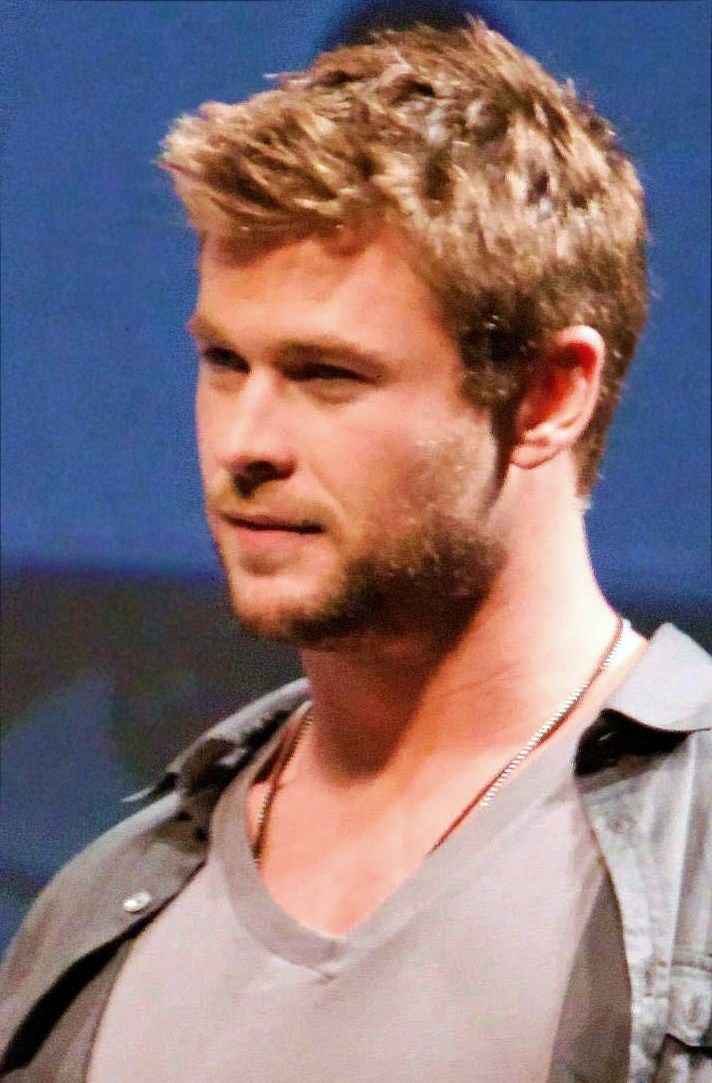
کریس همسورث
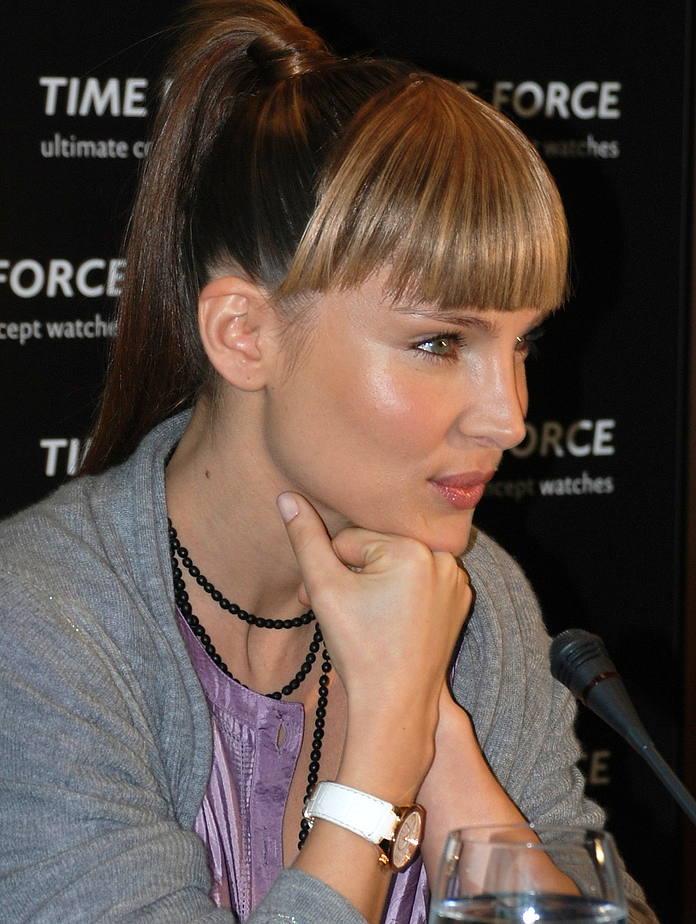
السا پاتاکی
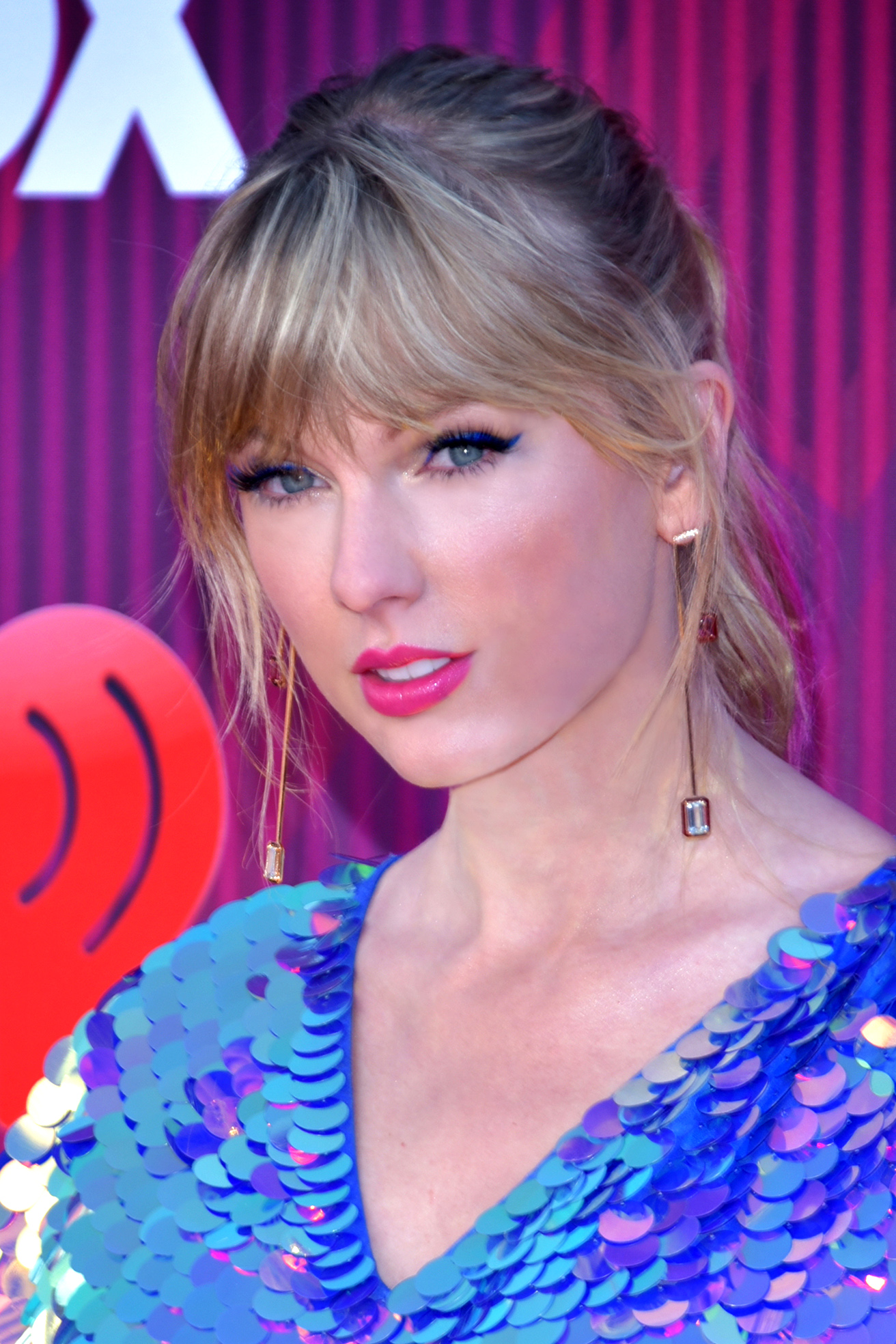
تیلور سوئیفت
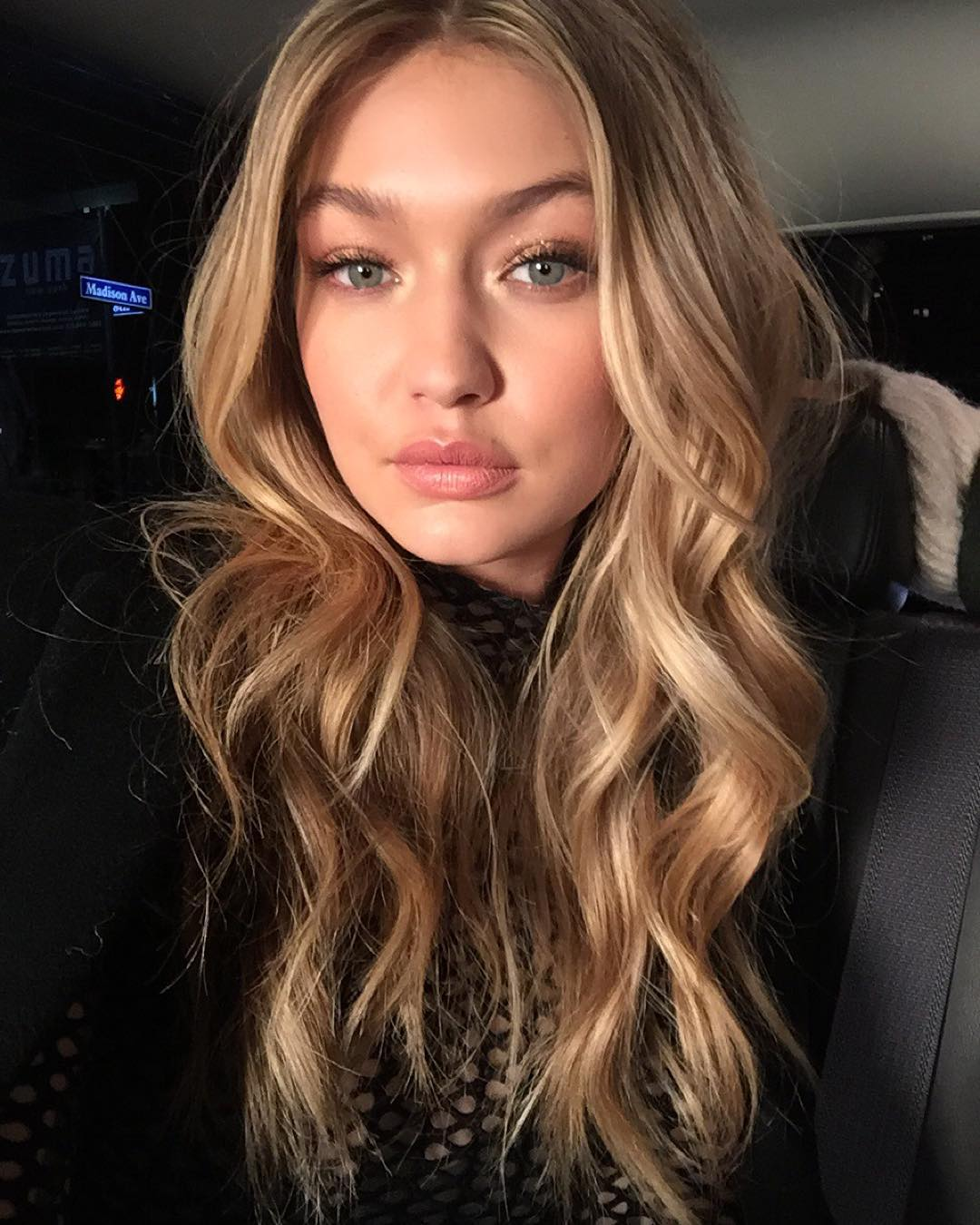
جیجی حدید
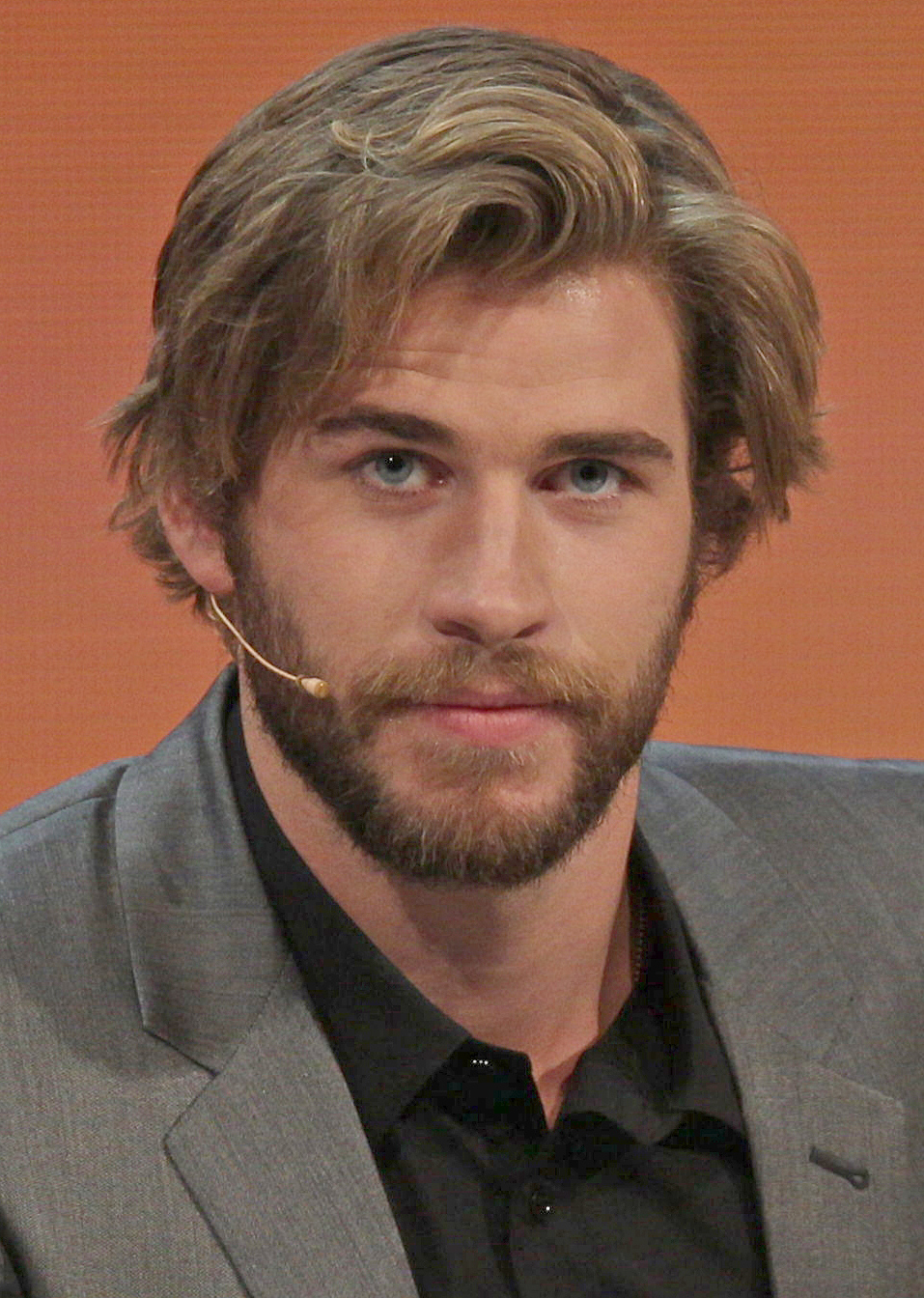
لیام همسورث
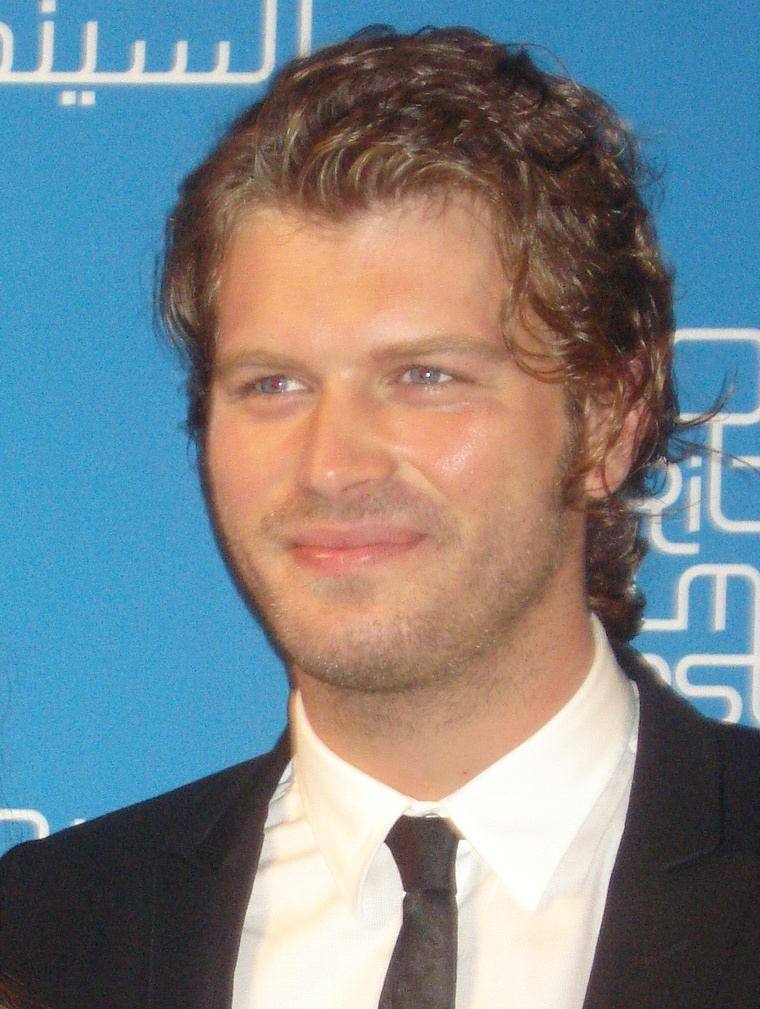
کیوانچ تاتلیتوغ
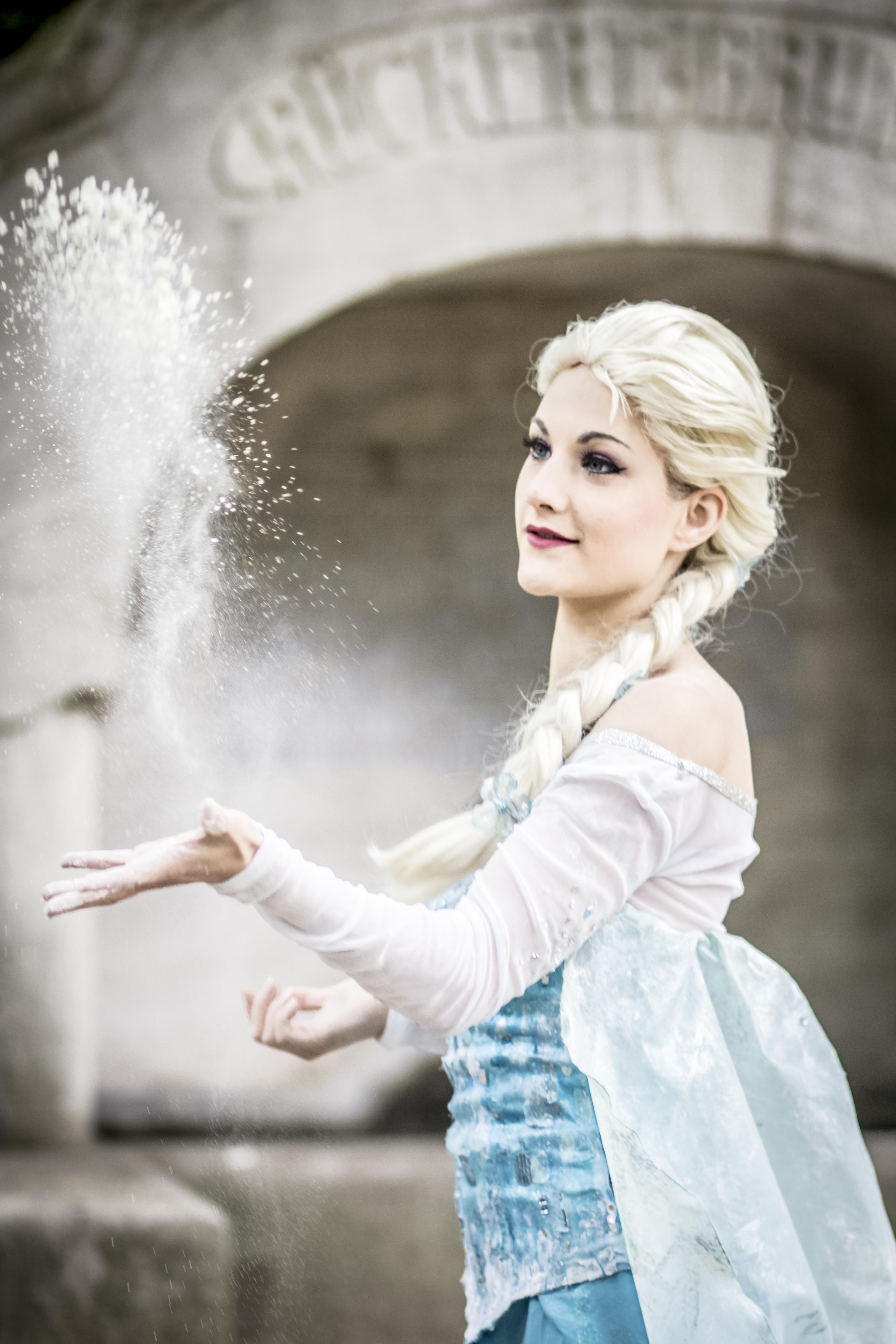
ملکه برفی
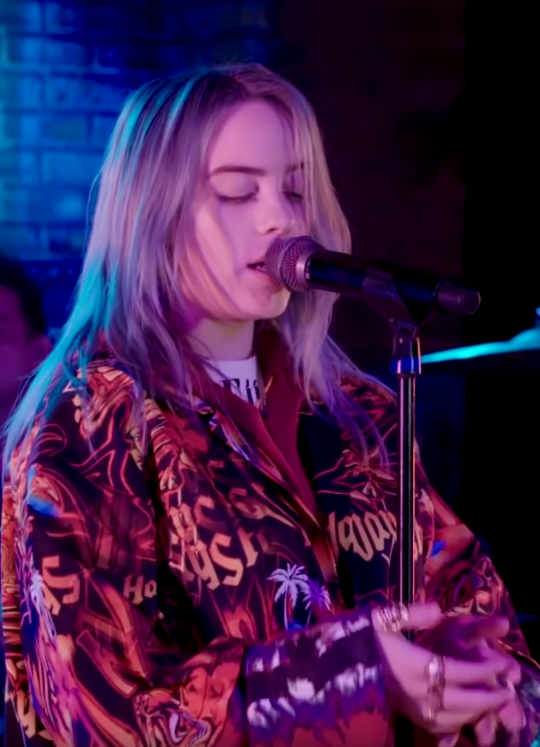
بیلی آیلیش
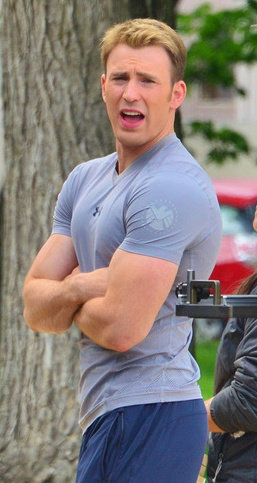
کریس ایوانز
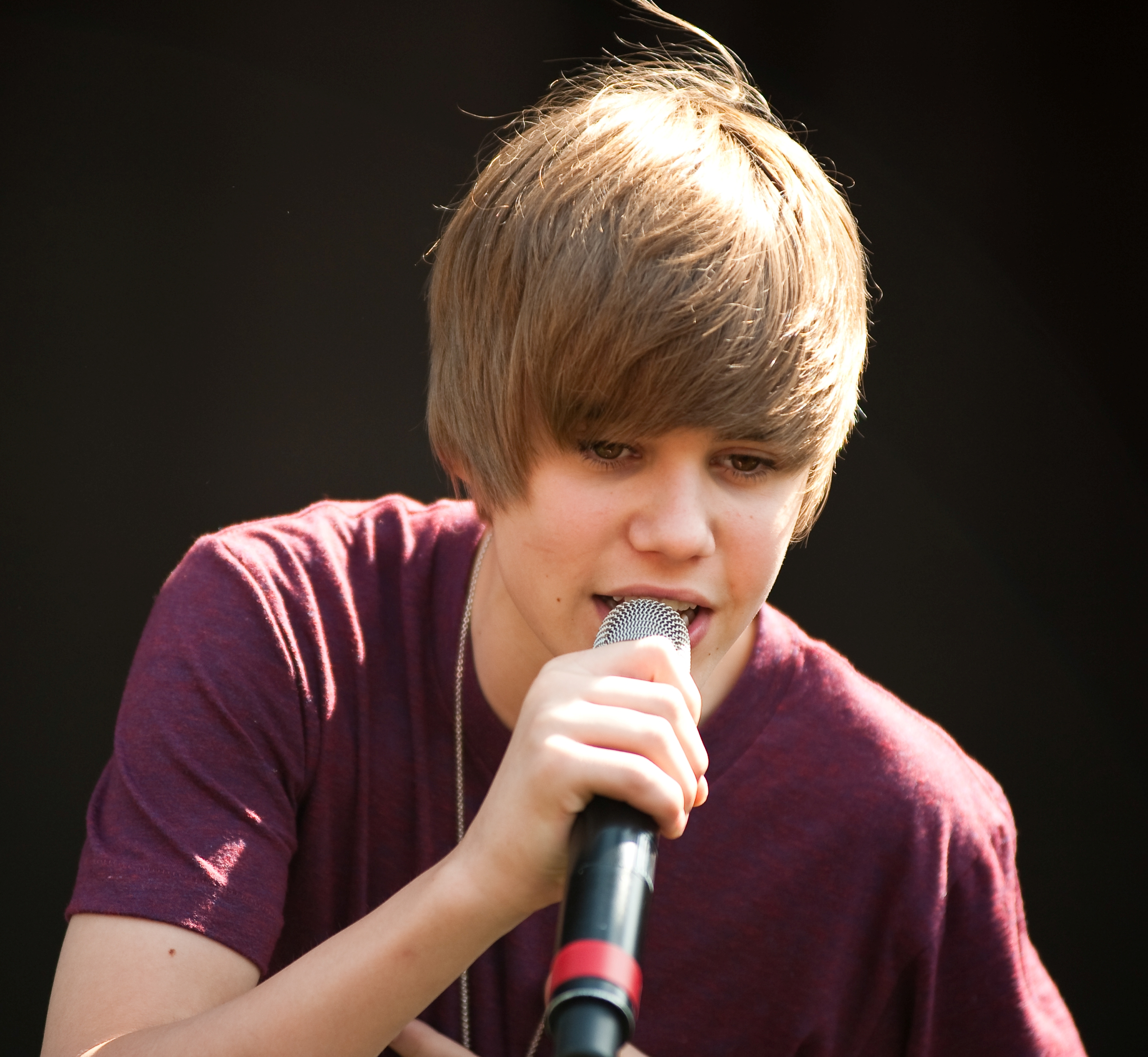
جاستین بیبر
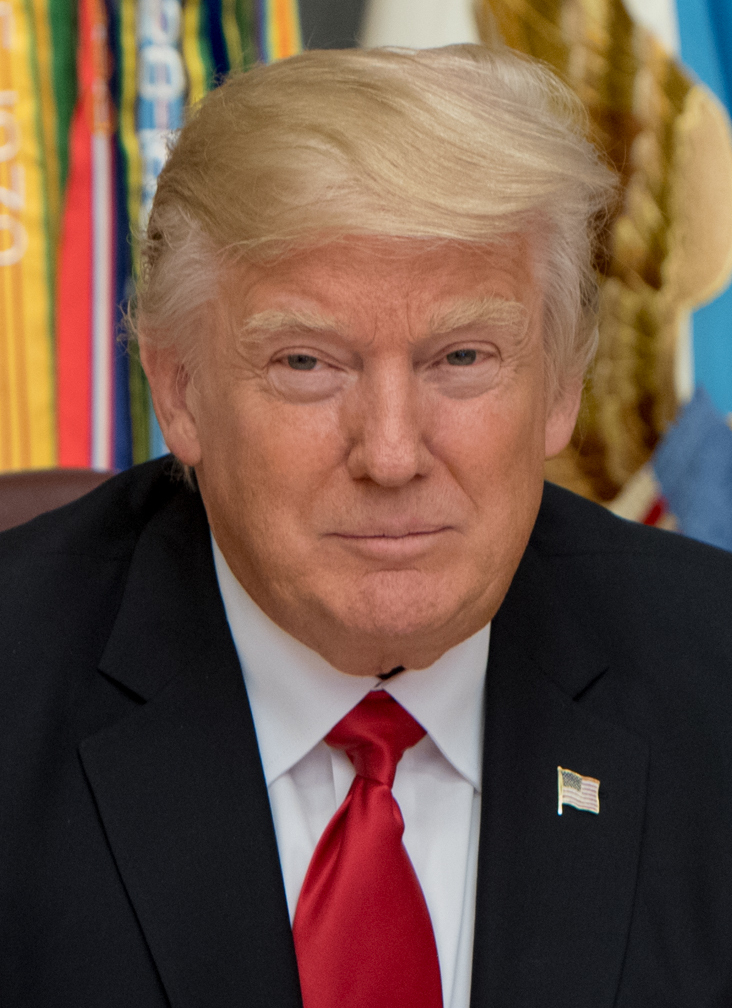
دونالد ترامپ
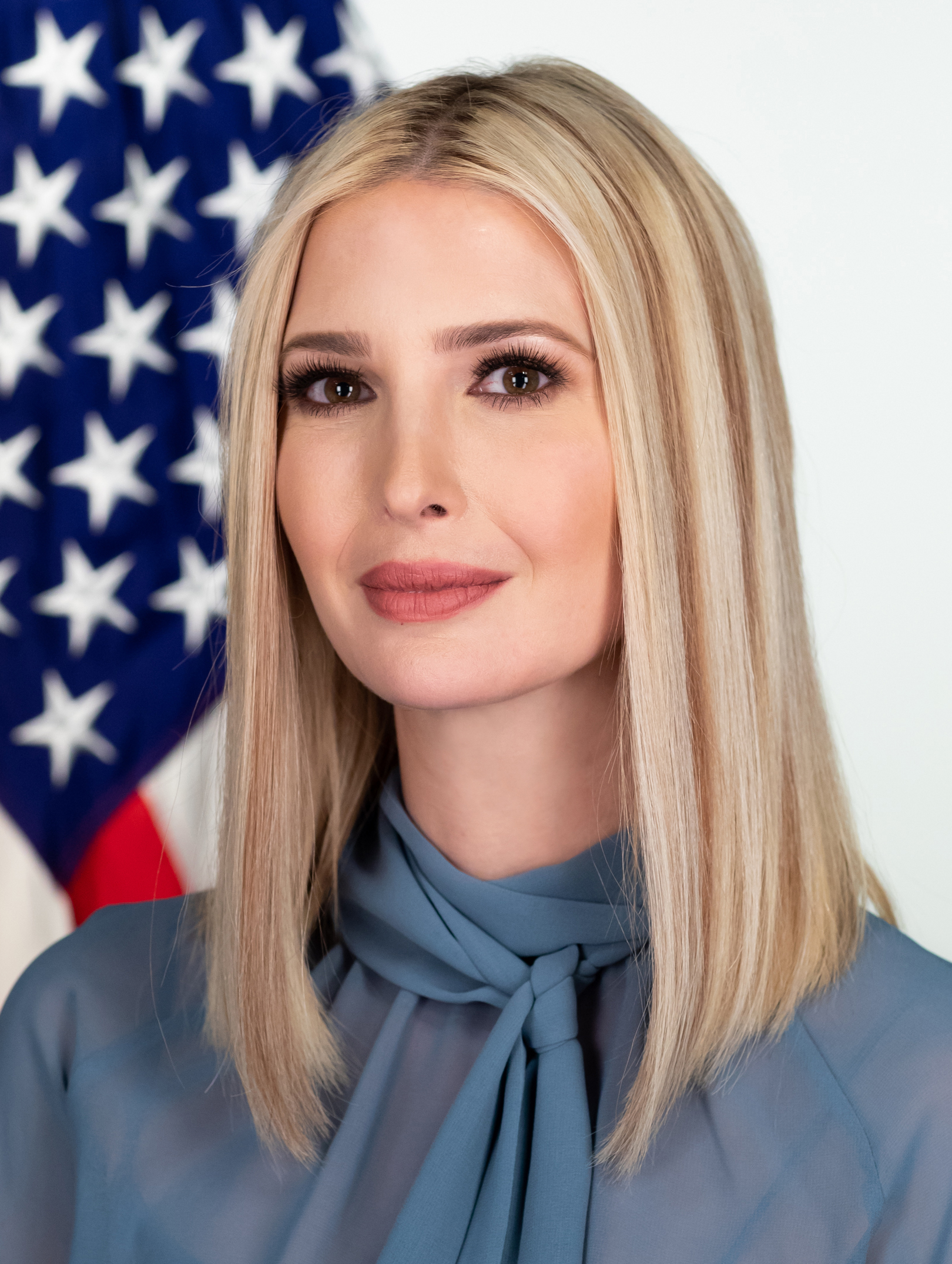
ایوانکا ترامپ
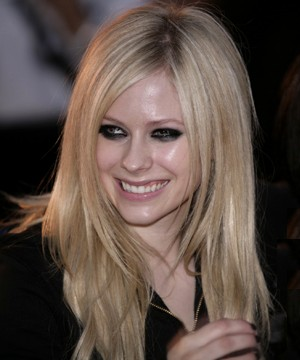
آوریل لوین

کریس همسثوُرث بازیگر استرالیایی بریتانیایی تبار در یک مراسم سینمایی.

کاترین ویننیک بازیگر نقش لاگِرتا در سریال وایکینگ ها در ۲۰۱۷.

اَمبِر هِِرد بازیگر آمریکایی و همسر پیشین جانی دپ.

جاسلین گیلْسیگ در ۲۰۱۰، همچنین وی در سریال وایکینگ ها نیز به ایفای نقش پرداخته است.